# Leonid Jurtajew
Leonid Jurtajew, ros. Леонид Николаевич Юртаев (ur. 1 maja 1959 we Frunze, zm. 2 czerwca 2011) – kirgiski szachista i trener szachowy, arcymistrz od 1996 roku.

## Kariera szachowa
Do końca lat 80. XX wieku startował wyłącznie w turniejach organizowanych w Związku Radzieckim. Wielokrotnie startował w półfinałach indywidualnych mistrzostw ZSRR, a w 1991 r. w finale rozegranym systemem szwajcarskim, w którym podzielił 23-38. miejsce. Odniósł kilka indywidualnych sukcesów w turniejach rozegranych we Frunze: w 1985 r. podzielił III m. (za Siergiejem Makaryczewem i Borisem Gulko, wspólnie z Olegiem Romaniszynem), w 1987 r. zajął IV m. (za Władimirem Małaniukiem, Giennadijem Timoszczenko i Viswanathanem Anandem), a w 1989 r. samodzielnie zwyciężył.
Od 1992 r. należał do ścisłej czołówki kirgiskich szachistów. Do 2006 r. sześciokrotnie reprezentował narodowe barwy na szachowych olimpiadach, w tym 5 razy na I szachownicy. W 2006 r. zdobył w Biszkeku tytuł wicemistrza kraju.
Do innych sukcesów Leonida Jurtajewa należały:
- dz. I m. w Lyngby (1990, wspólnie z Loekiem van Welym i Józefem Pietkiewiczem),
- dz. III m. w Gausdal (1990, za Hannesem Stefanssonem i Vasiliosem Kotroniasem, wspólnie m.in. z Ilią Smirinem i Walerijem Czechowem),
- dz. III m. w Bratysławie (1991, za Richardem Biolkiem i Aleksandrem Panczenko),
- dz. III m. w Ałmaty (1995, za Aleksandrem Fominychem i Pawłem Kocurem),
- I m. w Fajrze (1997),
- dz. I m. w Tomsku (1997, wspólnie m.in. z Jurijem Jakowiczem i Walerijem Filippowem),
- dz. III m. w Gunturze (2000, za Andriejem Szarijazdanowem i Aleksandrem Fominychem, wspólnie z Ildarem Ibragimowem),
- II m. w Uralsku (2001, za Siergiejem Archipowem),
- I m. w Tarazie (2002, m.in. przed Michaiłem Ułybinem i Wiktorem Korcznojem),
- dz. II m. w Tomsku (2004, za Aleksandrem Chasinem, wspólnie z Andriejem Biełozierowem),
- dz. I m. w Taszkencie (2007, memoriał Gieorgija Agzamowa, wspólnie z Maratem Dżumajewem i Siergiejem Kajumowem).

Najwyższy ranking w karierze osiągnął 1 lipca 2000 r., z wynikiem 2552 punktów zajmował wówczas 1. miejsce wśród kirgiskich szachistów.